# Wijdefjorden

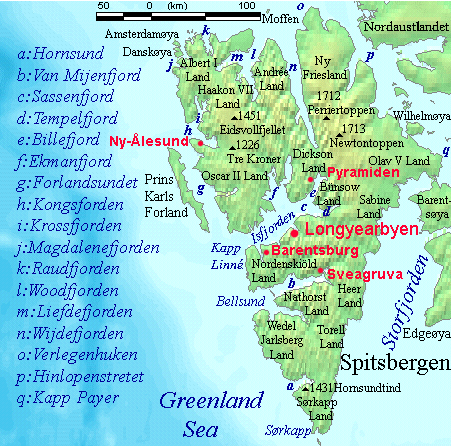
El fiordo Wijdefjord (señalizado como n al norte de la isla Spitsbergen.

Wijdefjord es el más largo de los fiordos del archipiélago noruego de Svalbard. Su nombre procede del holandés y significa fiordo ancho. Wijdefjord se encuentra en la parte norte de la isla de Spitsbergen, que se encuentra en el océano Ártico, a medio camino entre Noruega y el polo norte, y es la isla más grande del archipiélago. El fiordo tiene 108 km de longitud y corta en dirección norte-sur el norte de la isla, entre la Tierra de Andrée al oeste y Nueva Frisia en el este. 
Los lados del fiordo son empinados, especialmente en el oeste, donde los acantilados se elevan casi verticalmente hasta 1000-1165 metros sobre el nivel del mar. En el este, las montañas son un poco más suaves, con 900 metros. En la cabeza del fiordo llega a 1636 metros sobre el nivel del mar. En la parte superior está el pico Perriertoppen un poco más al este, a 1712 m. El glaciar Åsgardfonna cubre toda la cadena montañosa al este.

Mapa del Parque Nacional Indre Wijdefjorden.

En su parte más al sur se encuentra el Parque Nacional Indre Wijdefjorden, que incluye la tierra a ambos lados del fiordo y el propia fiordo. Su flora incluye plantas de la estepa ártica europea.
- Datos: Q1782839
- Multimedia: Wijdefjorden / Q1782839